# Лаваль-сюр-Люзеж
Лава́ль-сюр-Люзе́ж (фр. Laval-sur-Luzège, окс. La Val) — коммуна во Франции, находится в регионе Лимузен. Департамент — Коррез. Входит в состав кантона Лапло. Округ коммуны — Тюль.
Код INSEE коммуны — 19111.
Коммуна расположена приблизительно в 400 км к югу от Парижа, в 95 км юго-восточнее Лиможа, в 29 км к востоку от Тюля.

## Население
Население коммуны на 2008 год составляло 90 человек.
| 1962 | 1968 | 1975 | 1982 | 1990 | 1999 | 2008 |
| ---- | ---- | ---- | ---- | ---- | ---- | ---- |
| 161  | 190  | 161  | 126  | 96   | 89   | 90   |

## Экономика

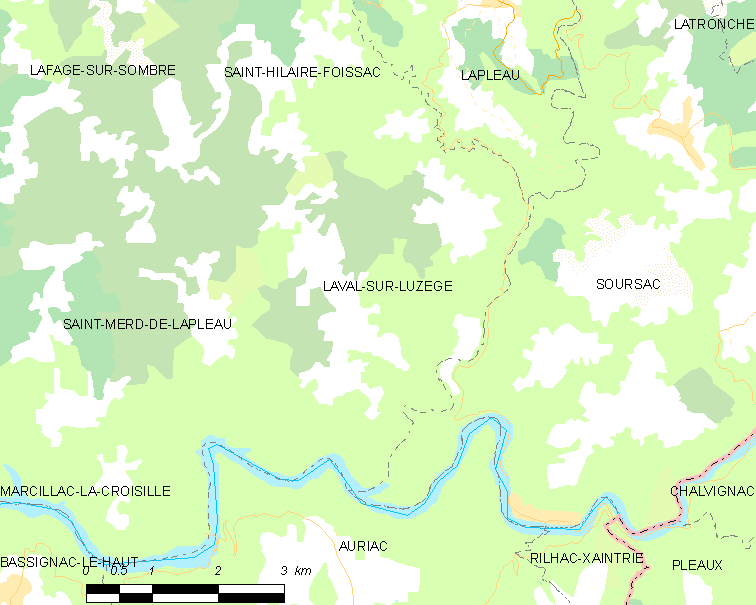
Карта коммуны

В 2007 году среди 39 человек в трудоспособном возрасте (15-64 лет) 29 были экономически активными, 10 — неактивными (показатель активности — 74,4 %, в 1999 году было 67,3 %). Из 29 активных работали 29 человек (16 мужчин и 13 женщин), безработных не было. Среди 10 неактивных 1 человек был учеником или студентом, 4 — пенсионерами, 5 были неактивными по другим причинам.